# Кариерен консултант
Консултантите при наемане на работа или т.нар. кариерни консултанти са професионалисти, които съветват, провеждат коучинг, предоставят информация и оказват подкрепа на хората, които планират, търсят и управляват насока в своя живот/работата.
Те преминават специализирано обучение, за да придобият компетенции в редица сфери – теории за кариерно развитие, умения за оказване на съдействие, информация за пазара на труда, оценка, работа с представители на различни социални групи и културни общности, обучение на клиенти и колеги, управление и реализация на програми за кариерно развитие, промотиране на услугите по кариерно консултиране, етика и супервизия.
Кариерните консултанти практикуват в различни сфери – в образованието (университетски и училищни кариерни центрове), бизнес организации (мениджъри по подбор и развитие на човешките ресурси), бюра по труда, агенции за подбор и развитие на персонала, институции, в държавната администрация.

## Дейност
Целта на кариерното консултиране е да подпомогне и стимулира свободния и самостоятелен професионален избор и развитието в кариерата.
Хората се нуждаят от кариерно консултиране през различни етапи от своя живот:
- когато им предстои да изберат (или да продължат) образованието си;
- за да изберат най-подходяща кариера;
- при нужда от преквалифициране или допълнително обучение;
- когато имат нужда от информация за пазара на труда и изискванията на работодателите;
- при търсене на работа, подготовка на документи за кандидатстване, представяне на интервю;
- за да повишат ефективността си на работното място;
- когато искат да подобрят уменията си – например за ефективна комуникация, представяне, самооценка (на интереси, умения и ценности), за взимане на решения, за планиране и др.
- при планиране или нужда от подкрепа при смяна или напускане на работа, пенсиониране, както и в много други ситуации.

## Кариерно консултиране на ученици
В кариерното ориентиране на учениците се използват различни техники като специализирани тестове. Например, тестовете, базирани на теорията на Джон Холанд (създател на популярна теория за професионалния избор през 60-те години на XX век), се състоят от 24 твърдения, които определят шест основни типа личности (известни с акронима RIASEC): реалисти, изследователи, артистични, социални, предприемчиви и конвенционални. На шестте типа личности се съпоставят различни типове професии, като повечето хора са комбинация от един водещ и два подтипа. Така всяка комбинация определя разнообразие от възможни професии.
В България Министерството на образованието и науката администрира национален портал за кариерно ориентиране на учениците и участва в национални и международни програми за кариерно развитие с подкрепата на институции, пряко свързани с професионално обучение и консултиране.